# امپراتوری آنژوین
امپراتوری آنژوین (فرانسوی: L'Empire Plantagenêt‎)، یکی از امپراتوری‌های بزرگ در سده‌های میانه بود که قلمرو آن در خاک فرانسه و انگلستان امروزی طی سده‌های ۱۲ و ۱۳ میلادی و از خاندان پلانتاژنه بود. این امپراتوری در رقابت کاپتی-پلانتاژنه از دودمان کاپتی فرانسه شکست خورده و امپراتوری سقوط کرد.